# 福井県こども家族館
福井県こども家族館（ふくいけんこどもかぞくかん）は、福井県大飯郡おおい町成海にある体験型児童館である。ここでは、当館北側にある緑地公園、和田港成海緑地（わだこうなるみりょくち）にある施設情報も併せて紹介する。

## 概要
子どもと家族とのふれあいの場を提供する目的で設置され、2008年（平成20年）8月1日にオープンした。当館は交流・工房・あそびの各ゾーンとふしぎ体験エリアと展望フロアで構成されていたが、2021年（令和3年）3月に福井県子ども家庭課が「リニューアル概要（案）」を発表したため、それを基に改装工事が行われた。
改装工事を終え、2023年（令和5年）4月15日にリニューアルオープンした当館には、「クライミングウォール」・「空の上ハンモック」・「すくすくフォレスト」の3つが新設され、ゾーン設定と利用者層の見直しが行われた（詳細は後述）。当館に新設された「クライミングウォール」の高さは16 ｍであり、国内最大級の規模を誇る。
当館の北側には「和田港成海緑地」があり、芝生広場が大きく広がっている。当館のリニューアル工事に併せて同広場の工事も行われ、スケートパーク（愛称：「うみんぱ」）・3 on 3バスケットコート・複合遊具の3つが開設した。この3施設も福井県子ども家庭課が「リニューアル概要（案）」として発表した計画に盛り込まれていたものである。

## 沿革
- 2006年（平成18年）12月25日：着工[10]。建物のデザインは石本建築事務所が手掛けた[11]。
- 2007年（平成19年）7月20日：福井県こども家族館の設置および管理に関する条例が制定される[12]。
- 2008年（平成20年）
  - 6月20日：竣工[10]。
  - 8月1日：開館[3]。
- 2021年（令和3年）3月2日：福井県子ども家庭課がリニューアル計画を発表する[4]。
- 2022年（令和4年）
  - 4月9日：和田港成海緑地[注 1]にスポーツ・レクリエーション施設が開設する[13]。
  - 6月21日：リニューアル展示工事の競争入札が行われ、丹青社が2億4,650万円で落札する[14]。
- 2023年（令和5年）
  - 4月15日：リニューアルオープン[6][7]。
  - 8月22日：福井県が企画展運営業務に係る公募型プロポーザルの実施を公表[15]。

## 施設

### 館内
下表の各ゾーンで構成される。各フロアの施設概要は後述。
| 階  | 施設                                       | 備考                                                               |
| --- | ------------------------------------------ | ------------------------------------------------------------------ |
| 4   | 展望フロア                                 | 吹き抜け構造 （4階：屋内型展望台を併設） （2階：屋上テラスを併設） |
| (3) | あそび体験ゾーン、ふしぎ体験エリア         | 吹き抜け構造 （4階：屋内型展望台を併設） （2階：屋上テラスを併設） |
| 2   | あそび体験ゾーン、ふしぎ体験エリア         | 吹き抜け構造 （4階：屋内型展望台を併設） （2階：屋上テラスを併設） |
| 1   | エントランスゾーン、交流ゾーン、工房ゾーン | 各種体験教室の会場を併設                                           |

#### 館内施設概要

##### 1階
- エントランスゾーン
  - 館の特色を集めたものであり、「海」・「帆船」・「家族」・「わくわく」の4つをテーマとしている[18]。同ゾーンにはエントランスホールと授乳室の他に、「海底のエントランス」（スクリーン映像）・「どうぶつ家族うらない」（家族に関する質問に答えるコーナー）・「わくわくショップ」（買い物を体験する施設）の3つが設けられている[18]。
- 交流ゾーン
  - ランチプラザ（お弁当ひろば）とおもちゃ・絵本・木のボールプールで構成される交流サロン、「すくすくフォレスト」（福井県の杉材を使用した木育スペース）がある[19]。同ゾーンには授乳室とボランティア室が併設されている[19]。
- 工房ゾーン
  - 体験教室の工房（ポケット[注 2]・ものづくり・クッキング）や多目的ホール（愛称：「なんでもホール」）を併設したゾーン[20]。「ダビンチの壁」（落書きキャンバス）・「どうぶつタングラム」（タングラムを貼って動物を作る）・「キラキラスピードタッチ」（反射神経ゲーム）・「ドキドキスティック」（イライラ棒を模したゲームであるが、途中でフレームに触れてもゲームは終了しない[注 3]）・「グルグルはつでん」（自家発電体験）がある[20]。

##### 2階（・3階）
- あそび探検ゾーン
  - 帆船（サンタマリア号）をモチーフとした大型遊具「こども探検号」があり、同船のデッキには（遊具として）大砲や望遠鏡がある[8]。船内には「操舵シミュレーター」・船長室を模した「キャプテンズ・キャビン」・窓から海洋生物を擬似観察する「海のいきもの」があり、同船の辺りは大海原を模したボールプールが広がる[注 4][8]。併設施設として、網はしご・すべり台・クライミングウォール（高さ16 ｍ）[5][6][7][8]・空の上ハンモックがある[8]。
- ふしぎ体験エリア
  - 冒険の港町を模したもので、音・色・光・形などをテーマとした体験エリアとなっている[8]。同エリア内には「帆船の積荷」・「勇気の穴」・「物語の鏡」・「らせんの階段」・「プラネタリウムの授乳室」・「ミニボルダリング」・「ミニミニスケートパーク」がある[8]。

##### 4階
- 展望フロア
  - 屋内型展望台[16]。帆船をモチーフとした大型遊具、「こども探検号」（前述）や海（小浜湾[21]）を眺めることができる[16]。

### 屋外
遊具・モニュメント・芝生広場で構成されている。当館北側に「和田港成海緑地」（※以降は「成海緑地」と表記）があり、スケートパーク（愛称：「うみんぱ」）・3 on 3バスケットコート・複合遊具が設置されている。

## イベント
調理体験（「みんなでクッキング」）・ものづくり教室（「わいわいものづくり」）・親子ふれあい企画（「すくすくフォレスト」）などが開催される。なお、各イベントの開催予定は『こども家族館だより』に掲載されている。

## ゾーン構成の見直し
2021年（令和3年）3月に福井県子ども家庭課が「リニューアル概要（案）」を発表し、ゾーン構成や主な利用者層の見直しが行われた。詳細は下表を参照。
| 改装前 | 改装前               | 改装前                | → | 改装後 | 改装後                         | 改装後                |
| 階     | 施設                 | 主な利用者層          | → | 階     | 施設                           | 主な利用者層          |
| ------ | -------------------- | --------------------- | - | ------ | ------------------------------ | --------------------- |
| 2      | あそび体験ゾーン     | 5・6歳 - 小学校高学年 | → | 2      | 空と海の冒険ゾーン             | 5・6歳 - 小学校高学年 |
| 1      | 交流ゾーン           | 乳幼児                | → | 1      | 家族のやすらぎと知育ゾーン     | 乳幼児 - 小学校低学年 |
| 1      | 展示ゾーン           | 5・6歳 - 小学校低学年 | → | 1      | 家族のやすらぎと知育ゾーン     | 乳幼児 - 小学校低学年 |
| 1      | 工房ゾーン           | 5・6歳 - 小学校低学年 | → | 1      | 家族のやすらぎと知育ゾーン     | 乳幼児 - 小学校低学年 |
| 屋外   | 芝生広場、多目的広場 | 幼児 - 小学校低学年   | → | 屋外   | スポーツ・レクリエーション施設 | 幼児 - 青年・若者     |

展示改善の方向性として同課より発表されたゾーンのテーマは下記のとおり。
ゾーンのテーマ
- 2階 - 「子どもが遊びを通じて、自分の能力や可能性を発見し成長できるゾーン」[4]
- 1階 - 「子育て家庭が安心してくつろげ、親子で一緒に楽しみながら子どもの健やかな成長を促すゾーン」[4]

備考
- このリニューアルに併せて、「クライミングウォール」・「空の上ハンモック」・「すくすくフォレスト」が設けられた[6][7]。

## その他
- 当館のマスコットキャラクターとして、「うーみん」と「ぴーあん」が居る[注 6][25]。同マスコットは『こども家族館だより』[9]や成海緑地の告知[26]に登場し、当館で開かれるイベントに参加することがある[25]。なお、同マスコットは当館のYouTube公式チャンネルに出演することもある[27]。

## 基礎データ
- 敷地面積 - 4,985.70 m2[10]
- 延床面積 - 3,902.92 m2[10]
- 構造・階数 - 鉄骨造、地上4階建[10]
- 所在地 - 〒919-2107 福井県大飯郡おおい町成海1-1-1（うみんぴあ大飯内）[28]

## 利用案内
開館時間
- 9時30分 - 17時00分（夏休み期間（7月21日 - 8月31日）は18時00分まで）[29]  - ※館内施設の一部と成海緑地にある施設[注 7]は利用時間が異なる[13]。

休館日
- 月曜（祝日となる日は営業）、祝日の翌日（土曜・日曜・祝日を除く）、年末年始（12月29日 - 翌年1月3日）[29]  - ※夏休み期間（7月21日 - 8月31日）は無休[29]。

利用料金
- 無料[13][29]。ただし、「あそび探検ゾーン」（愛称：「空と海の冒険ゾーン」）は利用料が必要[注 8]。各工房で行われる体験イベントは参加費が必要となるが、その費用はプログラムによって異なる[注 9]。

## アクセス
鉄道
- JR小浜線若狭本郷駅下車。同駅よりタクシーで約5分、徒歩15分[28]。

自動車
- 舞鶴若狭自動車道小浜西ICから約6分、大飯高浜ICから約15分[28]。  - （駐車場：普通車70台、身障者用4台、大型バス10台[28]）

## 周辺
- うみんぴあ大飯 - 道の駅を併設
- 国道27号
- 福井県道241号赤礁崎公園線
  - 青戸の大橋
- 佐分利川